# Jutilanjärvi
Jutilanjärvi är en sjö i kommunen Luhango i landskapet Mellersta Finland i Finland. Sjön ligger 82,9 meter över havet. Arean är 56 hektar och strandlinjen är 5,76 kilometer lång. Sjön  ingår i Kymmene älvs huvudavrinningsområde.   Den ligger omkring 59 kilometer söder om Jyväskylä och omkring 170 kilometer norr om Helsingfors. 